# صيغة كايلي

قائمة كل الأشجار على 2،3،4 مميزة الرؤوس: شجرة واحدة برأسين, أشجار بـ 3 رؤوس و أشجار بـ 4 رؤوس.

في الرياضيات، صيغة كايلي (بالإنجليزية: Cayley's formula)‏ هي نتيجة في نظرية المخططات سميت نسبة لأرثور كايلي. تنص على أنه لكل عدد صحيح موجب n, عدد الأشجار ذوو n رؤوس هو {\displaystyle n^{n-2}}.
الصيغة تعد بصورة مكافئة عدد الأشجار المغطية في رسم بياني كامل مع رؤوس مميزة.

## برهان
العديد من البراهين صيغة كايلي الجديرة بالملاحظة معروفة.
واحد من البراهين، تجد دالة تقابلية بين عدد الأشجار بـ n رؤوس مع عدد الكلمات بطول n - 2 وn أحرف ممكنة.

## تاريخ
تم اكتشاف الصيغة في البداية على يد كارل برتشاردت في 1860، وبرهنت بواسطة المحدد. في مذكرة قصيرة من سنة 1889، كايلي وسع الصيغة في اتجاهات عدة، مع أخذ درجات الرؤوس بالحسبان. بالرغم من أنه أشار إلى مقال برتشاردت الأصلي، إلا أن الاسم «صيغة كايلي» أصبح القياسي في هذا المجال.